# Campeonato Mundial de Trials
El Campeonato Mundial de Trials es la competición ciclista de trials más importante a nivel mundial. Es organizado anualmente desde 2021 por la Unión Ciclista Internacional (UCI), después de una restructuración de las disciplinas del Campeonato Mundial de Ciclismo de Montaña y del Campeonato Mundial de Ciclismo Urbano.
Anteriormente, las competiciones de trials se realizaron dentro del Campeonato Mundial de Ciclismo de Montaña (de 2000 a 2016) y en el Campeonato Mundial de Ciclismo Urbano (2017-2019)

## Ediciones
| Núm. | Año       | Sede                                                           | País                                                           |
| ---- | --------- | -------------------------------------------------------------- | -------------------------------------------------------------- |
| —    | 2000-2016 | Realizado dentro del Campeonato Mundial de Ciclismo de Montaña | Realizado dentro del Campeonato Mundial de Ciclismo de Montaña |
| —    | 2017-2019 | Realizado dentro del Campeonato Mundial de Ciclismo Urbano     | Realizado dentro del Campeonato Mundial de Ciclismo Urbano     |
| I    | 2021      | Vic                                                            | España                                                         |
| —    | 2022      | Realizado dentro del Campeonato Mundial de Ciclismo Urbano     | Realizado dentro del Campeonato Mundial de Ciclismo Urbano     |

## Medallero histórico
- Actualizado a Vic 2021 (no incluye las medallas obtenidas en el Campeonato Mundial de Ciclismo de Montaña ni en el Campeonato Mundial de Ciclismo Urbano).

| Núm. | País        | Oro | Plata | Bronce | Total |
| ---- | ----------- | --- | ----- | ------ | ----- |
| 1    | España      | 3   | 2     | 1      | 6     |
| 2    | Reino Unido | 1   | 0     | 0      | 1     |
| 3    | Francia     | 0   | 1     | 2      | 3     |
| 4    | Alemania    | 0   | 1     | 1      | 2     |
|      | TOTAL       | 4   | 4     | 4      | 12    |